# Hans Jacobsen
Pour les articles homonymes, voir Jacobsen.
 (décembre 2021).
Hans Jacobsen (né le 29 novembre 1938 à Glyvrar, îles Féroé, mort le 17 décembre 2011 ), également connu sous le nom de Hans á Bakka, était un entrepreneur et fondateur de la plus grande entreprise d'élevage de saumon des îles Féroé, Bakkafrost . Bakkafrost est aujourd'hui l'une des plus grandes entreprises piscicoles au monde.

## Fond
Hans Jacobsen est né à Glyvrar le 29 novembre 1938 dans une maison avec 5 frères et sœurs, trois frères et deux sœurs. Hans Jacobsen est né à Glyvrar le 29 novembre 1938 dans une maison avec 5 frères et sœurs, trois frères et deux sœurs. La famille avait vécu dans la région pendant 16 générations jusqu'au XVIIe siècle. La zone du village de Glyvrar près de Skálafjørður sur Eysturoy, où Jacobsen est né, s'appelle »Bakka«, raison pour laquelle il a reçu le surnom de Hans á Bakka.
Après l'école primaire dans le petit village de Glyvrar, Jacobsen est allé au lycée populaire féroïen, où le poète féroïen Símun av Skarði Après l'école primaire dans le petit village de Glyvrar, Jacobsen est allé au lycée populaire féroïen, où le poète féroïen Símun av Skarði était directeur et enseignant. Lorsque Jacobsen a terminé ses études secondaires, il a choisi de se rendre au Danemark pour étudier à l'école de commerce Købmandshvile à Rungsted,.
La famille Jacobsen faisait du commerce depuis de nombreuses générations dans le village de Glyvrar. Les parents, Johan Hendrik Jacobsen et Jútta Jacobsen, disposaient d'un séchoir pour sécher le poisson salé, mais dans les années 1960, les séchoirs traditionnels autour des îles Féroé ont été remplacés par des usines de poisson modernes, et le séchoir de Bakka a également dû fermer . Lorsque Hans Jacobsen est revenu aux îles Féroé de son séjour à Copenhague, il a donc dû trouver un autre travail que celui que ses parents pouvaient lui offrir.

## Carrière

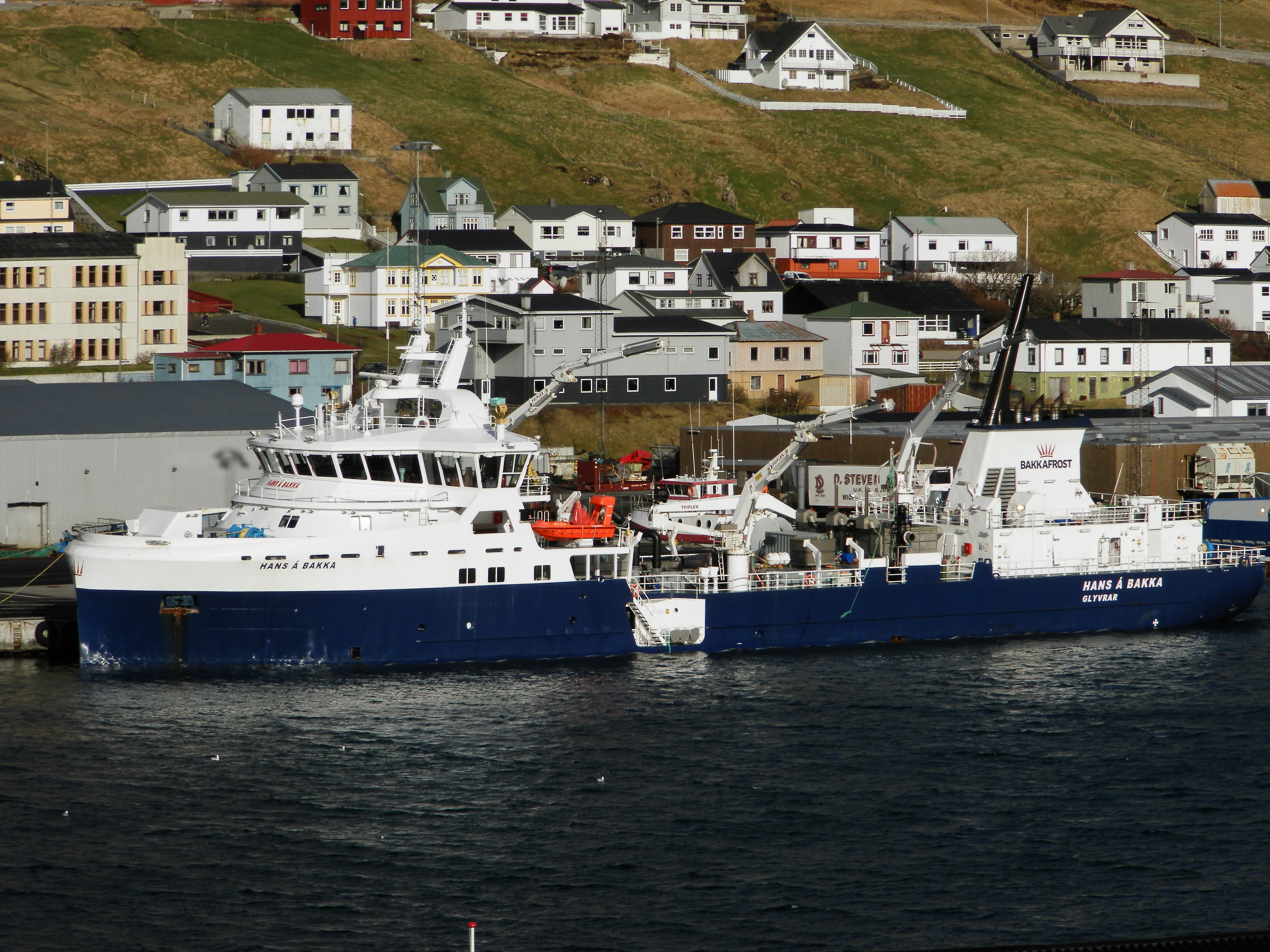
Hans á Bakka a été construit en 2015 et est le premier des trois navires de forage pour Bakkafrost. Le navire porte le nom de Hans Jacobsen.

La plupart des gens qui vivaient dans les colonies le long du Skálafjørður s'occupaient de hareng et, en 1912, une glacière avait été construite sur Bakka afin de garder le hareng au frais toute l'année. Après de nombreuses années de pêche au hareng, les pêcheurs ont recommencé à pêcher le hareng à Skálafjørður en 1967. 
En 1968, alors que Hans Jacobsen avait 29 ans, lui et ses frères Roland et Martin Jacobsen ont lancé une entreprise de pêche qui fabriquait des produits finis à partir de hareng. Ils ont construit leur première usine à Bakka à Glyvrar, et la société a été nommée Bakkafrost .
En 1972, Bakkafrost a construit une nouvelle usine et a commencé à produire davantage de produits finis à partir de hareng, et produit désormais également du hareng en conserve. Les senneurs débarquaient maintenant le poisson directement à l'usine de Bakka. Hans Jacobsen et les frères ont essayé d'élever des merlans, des poissons plats et des seiches à bouche noire, mais en 1979 ont commencé la salmoniculture, et en 1986 ils ont acquis la société Faroe Salmon.
En 1989, Jacobsen a transmis le poste de directeur à son fils, Regin Jacobsen . Regin Jacobsen était alors directeur financier de l'entreprise depuis 1982, alors qu'il avait 16 ans,.
De 1990 à 2007, Hans Jacobsen a été président du conseil d'administration de Bakkafrost, puis administrateur ordinaire jusqu'en 2010 .

## Autre activité
Hans Jacobsen était très impliqué dans la communauté locale et a été membre du conseil municipal de la municipalité de Runavík pendant 12 ans, et a également occupé d'autres postes au sein du conseil d'administration de la communauté locale.
Jacobsen était un homme très religieux et était actif dans la vie de foi de la communauté locale. Il a aidé à construire la maison de la mission locale, et plus tard a également aidé à fonder une église gratuite sur Skálafjørður.